# Córrego Estrelinha
Córrego Estrelinha är ett vattendrag i Brasilien.   Det ligger i delstaten Mato Grosso do Sul, i den södra delen av landet, 1 100 km sydväst om huvudstaden Brasília.
Omgivningarna runt Córrego Estrelinha är huvudsakligen savann. Runt Córrego Estrelinha är det mycket glesbefolkat, med 4 invånare per kvadratkilometer.